# Opfer einer großen Liebe
Opfer einer großen Liebe (Originaltitel: Dark Victory) ist ein in Schwarzweiß gedrehtes US-amerikanisches Filmdrama von Edmund Goulding aus dem Jahr 1939. Die Hauptrollen sind mit Bette Davis, George Brent und Geraldine Fitzgerald besetzt.
Die Rolle der Judith Traherne gilt als eine der besten Rollen von Bette Davis. Das von Casey Robinson geschriebene Drehbuch basiert auf dem gleichnamigen Broadway-Stück von George Emerson Brewer jr. und Bertram Block. Der Film zeigt die Wandlung der reichen, nur an Vergnügungen interessierten Erbin Judith Traherne, die erfährt, dass sie an einem inoperablen Hirntumor leidet. Die Liebe zu ihrem Arzt hilft ihr, ihrem Leben eine völlig neue Richtung zu geben. Das Stück wurde von den Autoren ursprünglich für Tallulah Bankhead geschrieben, war jedoch 1934 mit nur 55 Aufführungen am Broadway nicht so erfolgreich, wie man erwartet hatte.

## Handlung
Judith Traherne, gerade 23 Jahre jung, kapriziös und als reiche Erbin eines Pferderennstalls finanziell unabhängig, liebt neben den Pferden, Hunde, rauschende Feste in der High Society und das Rauchen. Immer häufiger jedoch plagen sie unerträgliche Kopfschmerzen und eine zunehmende Sehschwäche, die schließlich sogar zu einem Reitunfall führt. Eigensinnig, wie Judith nun einmal ist, weigert sie sich, zum Arzt zu gehen, bis Ann, in erster Linie Freundin aber auch ihre Sekretärin, sie schließlich doch dazu bringen kann, den Gehirnspezialisten Dr. Frederick Steele aufzusuchen.
Judith, die ein Leben ganz entgegengesetzt dem von Dr. Steele führt, bewundert ihren Arzt, der in seinem verantwortungsvollen Beruf aufgeht. So willigt sie auch in eine schnelle Operation ein, nach der Judith sich ausgesprochen gut fühlt und in ihrem Glauben bestärkt wird, geheilt zu sein. In Unkenntnis ihrer unheilbaren Krankheit veranstaltet Judith auf ihrem Anwesen ein Fest mit allen ihren Freunden, zu dem sie auch Dr. Steele einlädt. Dort stellt Ann, die etwas ahnt, den Doktor zur Rede und er gesteht ihr schließlich die Wahrheit über Judiths Zustand. Steele gerät zunehmend in einen Gewissenskonflikt, da er sich in Judith verliebt hat – und Judith erwidert seine Zuneigung völlig unbefangen.
Durch einen dummen Zufall entdeckt Judith ihre Patientenakte, glaubt sich verraten und stürzt sich tief verletzt und todunglücklich von einem Vergnügen ins nächste. Während dieser Phase ihres Lebens vertraut sie sich eines Abends ihrem langjährigen Freund, dem Stallburschen Michael an, der in diesem inhaltsschweren Gespräch die richtigen Worte findet, um sie erkennen zu lassen, wie leer ihr Leben eigentlich ist. Judith zieht einen Schlussstrich und krempelt ihr Leben völlig um. Sie ist nun bereit, die aufrichtige Liebe, die ihr von ihrem Arzt entgegengebracht wird, anzunehmen. Sie entschuldigt sich bei Dr. Steele, den sie aus tiefstem Herzen liebt – Steele macht ihr einen Heiratsantrag und Judith nimmt glücklich an. Die beiden heiraten und ziehen sodann in das ländlich gelegene Vermont, wo Steele ein Labor eröffnet. Sie sind dort sehr glücklich miteinander; Steele ist inzwischen ein renommierter Forscher geworden und versucht verzweifelt ein Mittel zu finden, um Judith doch noch heilen zu können.
Einige Zeit später erhält Judith einen Brief von ihrer besten Freundin Ann, die ihren Besuch ankündigt, über den sich Judith und ihr Mann sehr freuen. Judith und Ann verbringen vergnügte Stunden miteinander, als sie jedoch zusammen im Garten Blumenzwiebeln pflanzen, stellt Judith bestürzt fest, dass ihre Sehkraft rapide nachlässt; beide wissen, dass dies ein sicheres Anzeichen für ihren nahenden Tod ist. Frederick hat am selben Tag ein wichtiges Telegram erhalten. Er wird zu einem in New York stattfindenden Kongress eingeladen, wo er seine medizinischen Ergebnisse den bedeutendsten Wissenschaftlern präsentieren soll. Natürlich möchte er, dass Judith ihn dorthin begleitet. Judith jedoch versteht es, ihm ihren wahren Zustand zu verheimlichen und ihn dazu zu bringen, ohne sie zu fahren.
Judith, nun fast vollständig erblindet, möchte dennoch mit Ann die letzten Hyazinthenzwiebeln setzen, Blumen die ihr Mann so liebt, und bittet Ann, sich nach ihrem Tod um ihren Frederick zu kümmern, da es für ihn „ja schlimmer ist als für mich, weil ich ja nur gehen muss!“ Kurz darauf schickt sie auch Ann fort mit den Worten: „Sei meine beste Freundin! Geh jetzt! Bitte!“ Sie betritt dann ihr Haus, verabschiedet sich von ihren beiden Hunden und geht in ihr Schlafzimmer hinauf, um ruhig und gefasst ihrem Ende entgegenzusehen.

## Produktion

### Produktionsnotizen, Hintergrund
Das Melodram Opfer einer großen Liebe, bearbeitet von Casey Robinson, basiert auf dem Theaterstück von George Emerson Brewer jr. und Bertram Bloch. Der Regisseur Edmund Goulding fing im Oktober 1938 mit den Dreharbeiten an, die bis in den November hinein dauerten. Gedreht wurde teils im San Fernando Valley. Es handelt sich um einen Warner Bros. Film, der in Co-Produktion mit den First National Pictures realisiert wurde.
Film und Hauptdarsteller wurden von der Kritik sehr gelobt. Bette Davis wurde für ihre Leistung als Judith Traherne für den Oscar als Beste Hauptdarstellerin nominiert. Von der Kritik wurde hervorgehoben, dass die Schauspielerin die ungemein schwierige Endszene des Films großartig gemeistert habe, dass man allenfalls etwas „an den Engelschören hätte aussetzen können, mit denen der Komponist Max Steiner seine Musik (die ihm eine Oscar-Nominierung) einbrachte gekrönt habe.“ Der Bette-Davis-Biograph Jerry Vermilye schrieb weiter, „dass die Rolle der Judith Traherne für jede Schauspielerin, die diese Bezeichnung verdient, eine wunderbare Rolle“ sei und führte weiter aus: „Bette Davis fing jede blitzschnell wechselnde Laune dieses unbeständigen Charakters ein, während sie sich von der draufgängerischen, trotzigen jungen Dame der Gesellschaft zur erbitterten Hedonistin wandelt, dann zur liebevollen Ehefrau, die sich mit einem kurzen Glück mit dem geliebten Mann abfindet.“
Der Film, der im selben Jahr wie das Filmdrama Vom Winde verweht in den Kinos erschien, hatte gegenüber diesem das Nachsehen. Das Südstaatenepos konnte bei der Oscarverleihung 1940 in acht Kategorien den Oscar erringen.
Bette Davis hatte um diese Rolle und diesen Film hart kämpfen müssen, was angesichts des Erfolgs im Nachhinein interessant ist. Jack Warner von Warner Brothers hatte die Rechte an dem Film zwar für Bette Davis gekauft, äußerte aber bis zuletzt Zweifel daran, dass der Film ein Erfolg werden könnte: „Wer wird schon einen Film über ein Mädchen sehen wollen, das stirbt?“
Der ausführende Produzent David O. Selznick hatte die Hauptrollen von Dark Victory 1935 ursprünglich für Greta Garbo und Fredric March vorgesehen, die aber schon für Anna Karenina verplant waren. 1936 bot Selznick die Hauptrolle dann Merle Oberon an, die aber aufgrund von Vertragskomplikationen ablehnte. Warner Bros. kaufte Selznick die Rechte 1938 für 50.000 US-Dollar ab, nachdem Produzent David Lewis und Regisseur Edmund Goulding ihr Interesse an dem Stoff bekundet hatten, die wiederum von Bette Davis Interesse an der Rolle wussten. Bette Davis erzählte, dass Goulding das Drehbuch noch insoweit verändert habe, dass er Judith Ann als beste Freundin zur Seite stellte.

### Notizen zum Film
- In der ersten Fassung des Filmes gab es eine erweiterte Endszene. Judith Trahernes Pferd gewinnt den Grand National und ihr Stallbursche Michael O’Leary bricht in Tränen aus. Die Zuschauer empfanden diese Szene als unpassend, woraufhin der Regisseur sie entfernen ließ.[2]
- Bette Davis erzählte in Interviews oft, dass dies ihre Lieblingsrolle gewesen sei. George Brent soll geäußert haben, dass Bette Davis in diesem Film „die großartigste Darstellung ihres Lebens“ gebracht hat. Bette Davis und George Brent spielten in elf gemeinsamen Filmen die Hauptrollen. Zur Zeit von Dark Victory bahnte sich zwischen Davis und Brent eine private Beziehung an.[1]
- Die irisch-amerikanische Schauspielerin Geraldine Fitzgerald spielte hier ihre erste Filmrolle.[2] Der spätere US-Präsident Ronald Reagan ist in der Nebenrolle eines „jungen Salonlöwen“ zu sehen.[1]
- Es existiert eine deutsche Synchronfassung, in der Ann als Anna bezeichnet wird und Dr. Frederick Steele als Dr. Alfred Stahl.
- Michael O’Leary ist einer der Namen, den Pierce Brosnan als Remington Steele in der gleichnamigen Krimi-Serie in seiner dunklen Vergangenheit des Öfteren als Decknamen angegeben hat.

### Veröffentlichung
Am 20. April 1939 hatte der Film in New York in den USA Premiere, am 22. April 1939 lief er dann allgemein in den amerikanischen Kinos an. Im Jahr 1939 wurde er zudem in folgenden Ländern veröffentlicht: Kanada (Toronto), Schweden, im Vereinigten Königreich (London), in Dänemark, Argentinien, Mexiko, Ungarn, in den Niederlanden und in Slowenien sowie 1940 in Finnland, 1942 in Portugal, 1945 in Frankreich, 1946 in Italien, 1947 in Hongkong, 1948 in Spanien (Barcelona und Madrid) und in Japan. Am 21. April 1950 lief er in der Bundesrepublik Deutschland an. Das Filmdrama trug auch den Verweistitel Solange die Liebe lebt. In Österreich war er ab dem 3. November 1950 zu sehen. 1951 erfuhr er in Dänemark eine erneute Aufführung. 2005 wurde er in Griechenland auf DVD veröffentlicht. Veröffentlicht wurde er zudem in Bulgarien, Brasilien, Chile, Südkorea, Norwegen, Polen, der Sowjetunion, in der Türkei und in Jugoslawien.
1995 erschien der Film auf DVD bei Warner Home Video. Der Film wurde restauriert. Als Special gibt es den Original-Kinotrailer, einen Audiokommentar von James Ursini (Filmhistoriker) sowie von Paul Clinton (CNN-Filmkitker) und ein Making-of aus dem Jahr 1995: 1939: Harte Konkurrenz für Opfer einer großen Liebe. Die DVD enthält die englische Originalversion sowie die deutsche und spanische Fassung.

## Rezeption

### Kritik
Für das Lexikon des internationalen Films war Opfer einer großen Liebe ein „[e]indringlicher, wenn auch etwas sentimentaler Film, der seine gefühlvolle Geschichte psychologisch stimmig erzählt“. Innerhalb der guten Besetzung rage Bette Davis heraus. Alan G. Barbour sprach in seinem Buch Humphrey Bogart von einem „Rührstück der beliebten Bette Davis“, in dem „Humphrey Bogart als irischer Stallknecht eine schreckliche Fehlbesetzung“ sei. „Eine der größten, traurigsten Rollen von Bette Davis“, befand Cinema.
Frank S. Nugent von der New York Times meinte, dass die Vergabe des „Oscars an Bette Davis für ihre Leistung in Jezebel“ im vorhergehenden Jahr „verfrüht“ gewesen sei. Dark Victory habe gezeigt, wie „hervorragend die Schauspielerin tatsächlich sei und mehr als das, sie verzaubert und ist bezaubernd.“ […] „Miss Davis, Geraldine Fitzgerald und der Rest der Schauspieler [haben] dem Film mit ihrem sensiblen Spiel zu den eindringlichsten Bildern der Saison verholfen.“

### Auszeichnungen
Der Film wurde in den Kategorien Beste Hauptdarstellerin, Beste Filmmusik und Bester Film für die am 29. Februar 1940 im Ambassador Hotel in Los Angeles stattfindende Oscarverleihung nominiert.

### Nachwirkungen
Barbara Stanwyck und Melvyn Douglas spielten die Hauptrollen in dem Stück in einer Lux Radio Theatre Version noch vor Erscheinen des Films im Jahr 1938, und Bette Davis verkörperte ihre Rolle im Zusammenspiel mit Spencer Tracy im Erscheinungsjahr des Films 1939 in einer weiteren Lux Radio Theatre Version.
1963 wurde der Stoff unter dem Titel Stolen Hours (Das Glück in seinen Armen) mit Susan Hayward und Michael Craig erneut verfilmt (Susan Hayward starb 1975 selbst an einem Hirntumor). 1976 entstand eine Verfilmung fürs Fernsehen unter dem Originaltitel Dark Victory (Solange die Liebe lebt) mit Elizabeth Montgomery und Anthony Hopkins.